# Liesco
A Liga Independente das Escolas de Samba de Corumbá (LIESCO) é a entidade que regulamenta os desfiles das escolas de samba de Corumbá e defende os seus interesses das entidades filiadas a ela. Foi fundada em 2002, tendo em vista a dissolução da União das Entidades Carnavalescas de Corumbá, que reuniam as escolas de samba, blocos oficiais e cordões carnavalescos do município.